# Nerea Elizalde
Nerea Elizalde Zamakona (Bilbao, Vizcaya, 18 de junio de 1998) es una actriz de cine, teatro y televisión, bailarina y cantante española.
Ha trabajado en distintas producciones audiovisuales, películas y series, como Si fueras tú (La 1), Go!azen (ETB1) o Ángela (Antena 3). También ha trabajado en múltiples producciones teatrales, entre ellas, Sueño de una noche de verano (2014), Romeo y Julieta (2017) o Último tren a Treblinka (2018).

## Biografía
Nerea Elizalde Zamakona nació en Bilbao el 18 de junio de 1998. Estudió la educación secundaria y Bachillerato en el IES Karmelo-Solokoetxe de Bilbao. Se formó en música y baile desde pequeña y tocaba la trikitixa.
Se formó en artes escénicas e interpretación en la escuela superior de artes escénicas Ánima Eskola donde cursó los estudios superiores de arte dramático con David Valdelvira, Marina Shimanskaya y Algis Arlauskas, formándose como actriz de método, bajo la metodología Stanislavsky-Vajtángov-M.Chéjov-Meyerhold (método ruso). Allí coincidió con los actores Carmen Climent, Julen Guerrero, Lorea Lyons y Ane Inés Landeta, junto con los que estudió. También se formó con el director de escena y profesor de teatro argentino Juan Carlos Corazza. Además se formó en música con Roberto Bienzobas y en danza con Rakel Rodríguez.
A finales de 2016, comenzó los estudios de arte dramático en la Escuela Superior de Arte Dramático (ESAD) de Euskadi, pero apenas cursó allí un par de meses (septiembre 2016-noviembre 2016) debido a su traslado a Madrid para grabar la serie Si fueras tú.
En 2013 interpretó La Tempestad de William Shakespeare, una producción dirigida por el director de escena David Valdelvira y escenificada en el Teatro Campos Elíseos, junto a Lorea Lyons, entre otros miembros del reparto.
En el año 2014 interpretó la obra Sueño de una noche de verano de William Shakespeare, en el papel de Helena (protagonista), una producción dirigida por el director de escena David Valdelvira y escenificada en el Teatro Campos Elíseos, y con Estela Celdrán como asistente de dirección, junto a Carmen Climent, Julen Guerrero, Lorea Lyons y Ane Inés Landeta, entre otros miembros del reparto. La producción tuvo una notable acogida y se escenificó en varias ocasiones entre los años 2014 y 2015. La producción teatral fue premiada con el Premio Buero Vallejo (2015), en la XII edición de los premios.
En el año 2015, interpretó la obra Diálogos Imposibles, una producción dirigida por Marina Shimanskaya y escenificada en el Teatro Campos Elíseos, un montaje basado en las obras La gaviota, El jardín de los cerezos y Las tres hermanas de Antón Chéjov y en la poesía de Gustavo Adolfo Bécquer, junto a Carmen Climent, Lorea Lyons y Ane Inés Landeta, entre otros miembros del reparto.
En el año 2016 entró a formar parte de la compañía de teatro joven de Pabellón 6 de Bilbao, con la que en 2017 interpretó la obra Romeo y Julieta, dirigida por Ramón Barea, con Koldo Olabarri y Ainhoa Artetxe, entre otros miembros del reparto.
Parte de diferentes montajes teatrales en diferentes partes de España, desde el año 2010 hasta 2017 había trabajado en más de 10 obras de teatro. En 2016 ganó un premio de mejor actriz en 2016 por el microteatro Un pequeño paso para el hombre.
Entre 2016 y 2018 interpretó la obra Último tren a Treblinka, escrita por Patxo Telleria y dirigida por Mireia Gabilondo, sobre los niños judíos de Polonia rumbo a un campo de exterminio en la época de la Alemania nazi, junto con Alfonso Torregrosa, José Ramón Soroiz, Eneko Sagardoy o Mikel Laskurain, entre otros miembros del reparto. La producción teatral fue candidata a Mejor Espectáculo de Teatro en los Premios Max de 2018.
En 2018 interpretó la obra Como un viento helado, dirigida por Fernando Bernués, con Koldo Olabarri y Tania Fornieles. 
En el año 2017 se une al elenco de la serie Si fueras tú de La 1, en el personaje de Nerea Vidal, coprotagonizando junto con Maria Pedraza y Oscar Casas, entre otros miembros del reparto de la serie.
En el año 2020 se incorporó al reparto de la serie Go!azen de ETB1 interpretando el personaje de Garazi.

## Vida personal
Es hermana del también actor Unai Elizalde.

## Filmografía

### Televisión
| Año             | Serie        | Canal    | Personaje   | Notas        | Ref.   |
| --------------- | ------------ | -------- | ----------- | ------------ | ------ |
| 2017 - presente | Si fueras tú | La 1     | Nerea Vidal | 6 episodios  |        |
| 2020-2021       | Go!azen 7.0  | ETB1     | Garazi      | 8 episodios  | [ 31 ] |
| 2021-2022       | Go!azen 8.0  | ETB1     | Garazi      | 10 episodios |        |
| 2022-2023       | Go!azen 9.0  | ETB1     | Garazi      | 11 episodios |        |
| 2023-2024       | Go!azen 10.0 | ETB1     | Garazi      |              | [ 32 ] |
| 2024            | Ángela       | Antena 3 | Fani        |              |        |
| 2024-2025       | Go!azen 11.0 | ETB1     | Garazi      |              | [ 33 ] |

### Cine
| Año  | Película                | Director                 | Personaje | Notas | Ref.          |
| ---- | ----------------------- | ------------------------ | --------- | ----- | ------------- |
| 2017 | La noche de las sombras | Aritz ET                 | Geraldine | corto |               |
| 2019 | Legado en los huesos    | Fernando González Molina |           |       |               |
| 2019 | Hondale                 | Ainara Mentxaka          | Amaia     |       | [ 34 ]        |
| 2021 | Hikikomori              | Borja Crespo             |           | corto | [ 35 ] [ 36 ] |

### Teatro
| Año       | Obra de teatro                                  | Director                    | Personaje | Notas                                               | Ref.                        |
| --------- | ----------------------------------------------- | --------------------------- | --------- | --------------------------------------------------- | --------------------------- |
| 2024      | Solo hasta mañana/Bihar Arte Soilik             | Gorka Mínguez y David Caiña | Olatz     | Erre Produkzioak / Teatro Arriaga                   | [ 37 ] [ 38 ] [ 39 ] [ 40 ] |
| 2022      | Aquel lugar de nuestra infancia                 | Ana García Peña             |           | Pabellón 6                                          | [ 41 ] [ 42 ] [ 43 ]        |
| 2021      | Yo maté a mi hija Hildegart                     | Carmen San Esteban          | Hildegart | Pabellón 6                                          | [ 44 ] [ 45 ] [ 46 ]        |
| 2018      | Como un viento helado/Izoztutako haizea bezala  | Fernando Bernués            |           | Tanttaka Teatroa / Teatro Victoria Eugenia          | [ 22 ] [ 23 ] [ 24 ]        |
| 2016-2018 | Último tren a Treblinka/Treblinkara azken trena | Mireia Gabilondo            |           | Vaivén Producciones                                 | [ 47 ] [ 48 ] [ 49 ]        |
| 2017      | Santurtzi                                       | Agurtzane Intxaurraga       |           | Hika Teatroa                                        |                             |
| 2017      | Gernika: 80 urte ondoren                        | Agurtzane Intxaurraga       |           | Hika Teatroa                                        |                             |
| 2016-2017 | Romeo y Julieta                                 | Ramón Barea                 | Mercucio  | Pabellón 6 / Teatro Arriaga                         |                             |
| 2015      | Diálogos Imposibles                             | Marina Shimanskaya          |           | Teatro Campos Elíseos                               |                             |
| 2014      | Sueño de una noche de verano                    | David Valdelvira            | Helena    | Teatro Campos Elíseos / Premio Buero Vallejo (2015) | [ 7 ] [ 8 ] [ 1 ]           |
| 2013      | La tempestad                                    | David Valdelvira            |           | Teatro Campos Elíseos                               |                             |
| 2012      | El caserón del miedo                            | David Valdelvira            |           | Teatro Campos Elíseos                               | [ 50 ]                      |

## Premios y nominaciones

### Premios Buero Vallejo
| Año  | Categoría                                       | Por                          | Resultado | Referencias         |
| ---- | ----------------------------------------------- | ---------------------------- | --------- | ------------------- |
| 2015 | Mejor montaje/producción/representación teatral | Sueño de una noche de verano | Ganadores | [ 10 ] [ 11 ] [ 1 ] |